# Bricolage
Bricolage — первый альбом Амона Тобина, выпущенный им под собственным именем на лейбле Ninja Tune в 1997 году.

## Об альбоме
Bricolage заметно отличается от предыдущего («Adventures in Foam», выпущенного под псевдонимом Cujo) за счёт более широкого использования джазовых мелодий и интенсивных джангловых ритмов. Альбом имел успех по всему миру; за ним последовал «Permutation», изданный в 1998 году.
Трек «Easy Muffin» был использован в рекламе «Gundam SEED» на Toonami, в эпизоде IGPX (англ. Immortal Grand Prix), в фильме Эли Сулейман (англ. Elia Suleiman) «Божественное вмешательство» (англ. Divine Intervention), а также во многих эпизодах «Top Gear».
На обложке альбома изображена часть скульптуры Александра Либермана «Olympic Iliad», расположенной в основании Космической иглы в Сиэтле.

## Список композиций
1. «Stoney Street» — 5:53
2. «Easy Muffin» — 5:01
3. «Yasawas» — 5:24
4. «Creatures» — 5:21
5. «Chomp Samba» — 6:07
6. «New York Editor» — 4:56
7. «Defocus» — 5:10
8. «The Nasty» — 4:35
9. «Bitter & Twisted» — 5:05
10. «Wires & Snakes» — 5:27
11. «One Day In My Garden» — 5:43
12. «Dream Sequence» — 7:19
13. «One Small Step» — 6:11
14. «Mission» — 7:08

В LP-версии альбома отсутствует «Chomp Samba». Порядок произведений также отличается:
1. «Easy Muffin» — 5:01
2. «Yasawas» — 5:24
3. «Dream Sequence» — 7:19
4. «New York Editor» — 4:56
5. «Defocus» — 5:10
6. «The Nasty» — 4:35
7. «Bitter & Twisted» — 5:05
8. «Mission» — 7:08
9. «Wires & Snakes» — 5:27
10. «Creatures» — 5:21
11. «Stoney Street» — 5:53
12. «One Small Step» — 6:11
13. «One Day In My Garden» — 5:43